# 諾德什蒂 (亞速爾群島)
37°49′58″N 25°8′47″W / 37.83278°N 25.14639°W

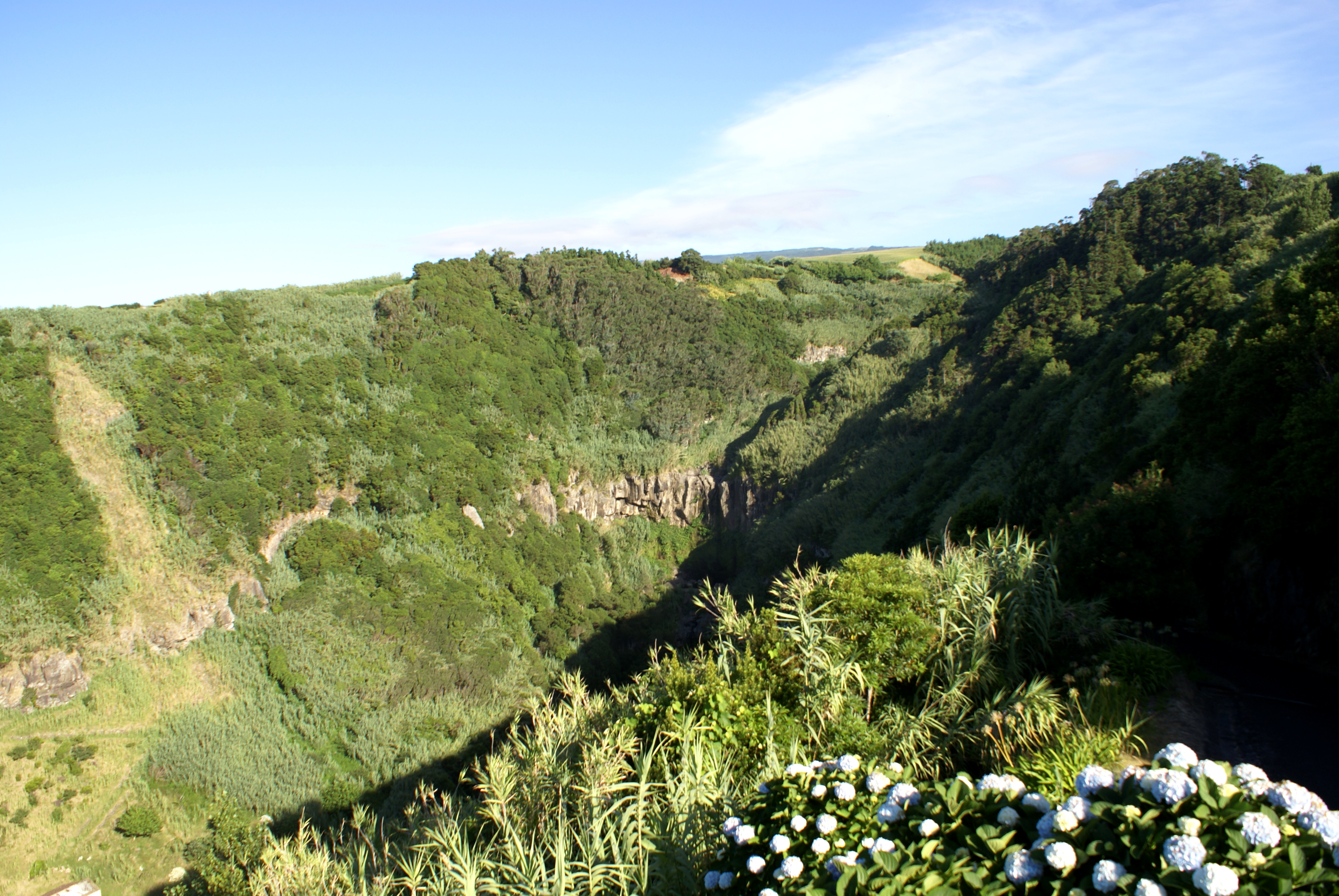

諾德什蒂（葡萄牙語：Nordeste，葡萄牙語發音：[ˌnɔɾˈðɛʃt(ɨ)] ⓘ，意为“东北”）是葡萄牙的市镇，位於亞速爾群島的聖米格爾島，始建於1514年，面積101.51平方公里，海拔高度138米，2011年人口4,937，人口密度每平方公里48.64人。